# 1341
Évszázadok: 13. század – 14. század – 15. század
Évtizedek: 1290-es évek – 1300-as évek – 1310-es évek – 1320-as évek – 1330-as évek – 1340-es évek – 1350-es évek – 1360-as évek – 1370-es évek – 1380-as évek – 1390-es évek
Évek: 1336 – 1337 – 1338 – 1339 –  1340 – 1341 – 1342 – 1343 – 1344 – 1345 – 1346

## Események
- június 15. – V. Ióannész bizánci császár trónra lépése (1376-ban fia IV. Andronikosz megfosztja a tróntól).
- A breton örökösödési háború kezdete.
- Eiréné Palaiologina trapezunti császárnőt II. Alexiosz lánya, Anna Komnéna követi a Trapezunti Császárság trónján, őt még ez évben II. Jóannész fia, I. Mikhaél követi, akit megfoszt trónjától Anna Komnéna és egy éven belül már másodszor lép trónra (1342-ig uralkodik).
- Margarete Maultasch tiroli grófnő elválik férjétől, akihez gyermekkorában adták hozzá és házasságot köt V. Lajos bajor herceggel, mely miatt a párt kiátkozzák.

## Születések
- június 5. – Edmund Langley III. Eduárd angol király fia

## Halálozások
- augusztus 28. – IV. Leó örmény király (meggyilkolták) (* 1308/09)
- április 30. – III. János breton herceg
- június 15. – III. Andronikosz bizánci császár (* 1297)
- Gediminas litván nagyfejedelem[1]